# Hwang Kyung-Seon
Hwang Kyung-Seon, també transcrit com a Hwang Kyung-Sun o Hwang Gyeong-Seon (en hangul 황경선; en hanja: 黃敬善) (Corea del Sud 1986) és una taekwondista sud-coreana, guanyadora de dos medalles olímpiques i dos títols mundials.

## Biografia
Va néixer el 21 de maig de 1986 en una ciutat desconeguda de Corea del Sud.

## Carrera esportiva
Va participar, als 18 anys, en els Jocs Olímpics d'Estiu de 2004 realitzats a Atenes (Grècia) va aconseguir guanyar la medalla de bronze en la categoria femenina de pes mitjà. En aquesta mateixa categoria aconseguí en els Jocs Olímpics d'Estiu de 2008 realitzats a Pequín (Xina) la medalla d'or.
Al llarg de la seva carrera ha guanyat dos medalles d'or en el Campionat del Món de taekwondo i una en els Jocs Asiàtics.